# سدم لويس
سُدم لويس (باللاتينية: Sedum louisii) نوع نباتي يتبع جنس السدم من الفصيلة المخلدية. سمي على اسم عالم النبات لويس.

## الموئل والانتشار
موطنه بلاد الشام.